# 米勒·安德森
米勒·安德森（英語：Miller Anderson，1922年12月27日—1965年10月29日），美国男子跳水运动员。他曾代表美国参加1948年和1952年夏季奥林匹克运动会跳水比赛，获得二枚银牌，均来自跳板项目。